# 베네치아 요리

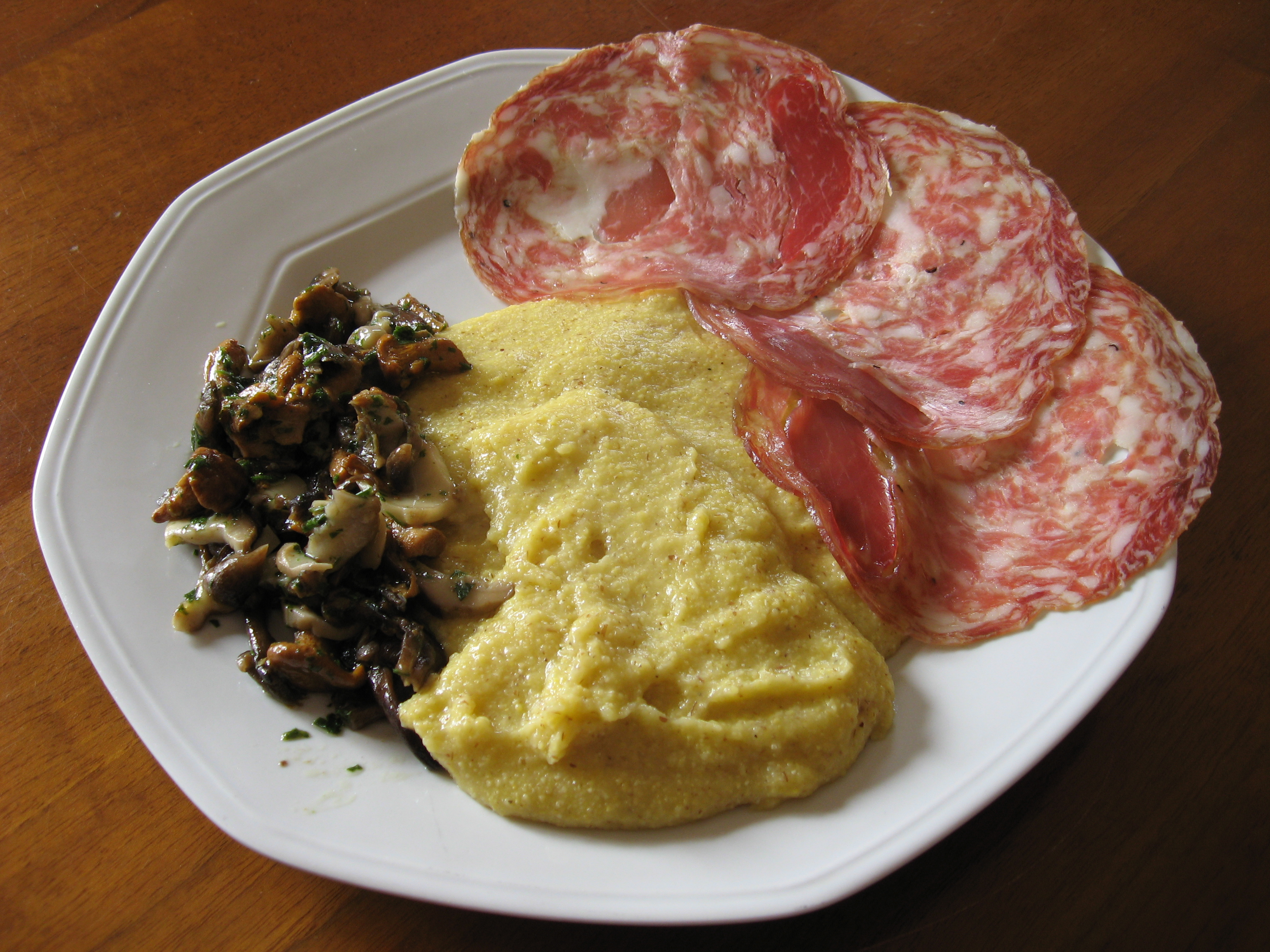
폴렌타 죽과 소프레사 및 버섯을 곁들인 요리, 베네토주의 전통적인 농민 음식

이탈리아 베네치아 도시 또는 더 넓게는 베네토주 지역의 베네치아 요리(영어: Venetian cuisine)는 수백 년의 역사를 가지고 있으며, 이탈리아 북부의 다른 요리(특히 프리울리베네치아줄리아주와 트렌티노알토아디제주) 및 이웃한 오스트리아와 슬라브족 국가(특히 슬로베니아와 크로아티아)의 요리와는 일부 공통점을 공유함에도 불구하고 상당히 다르다.

## 개요

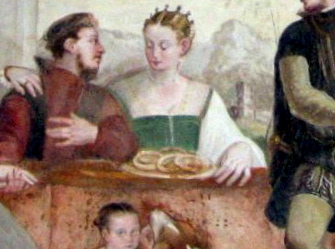
음식과 음료는 수세기 동안 베네치아 문화에서 중요한 역할을 해왔다. 이 이미지는 빌라 칼도뇨의 16세기 프레스코화로, 일부 귀족들이 메리엔다 또는 오후 간식으로 비첸차의 대표적인 과자인 부솔리(bussoli)를 즐기는 모습을 보여준다.

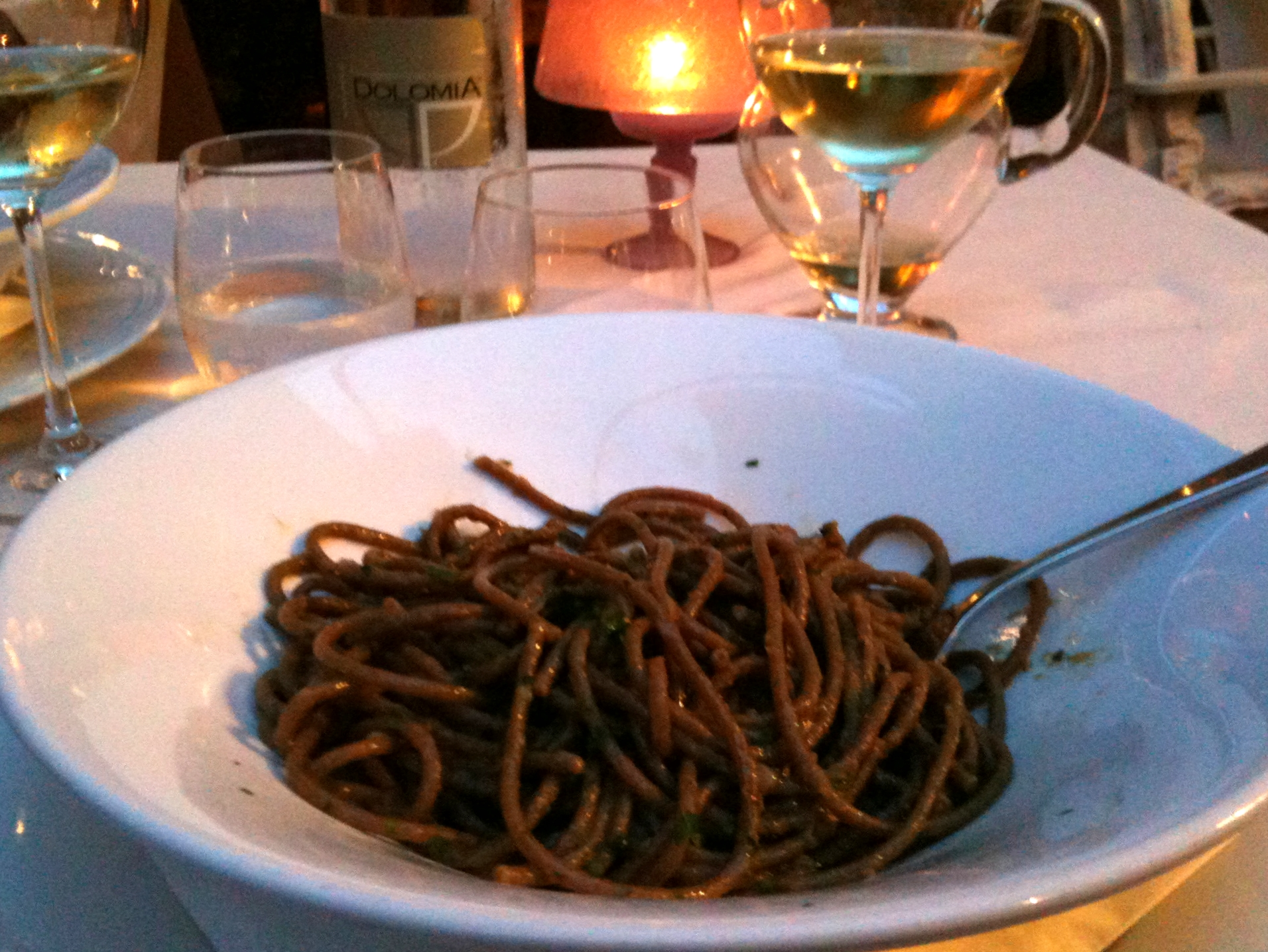
비골리 인 살사

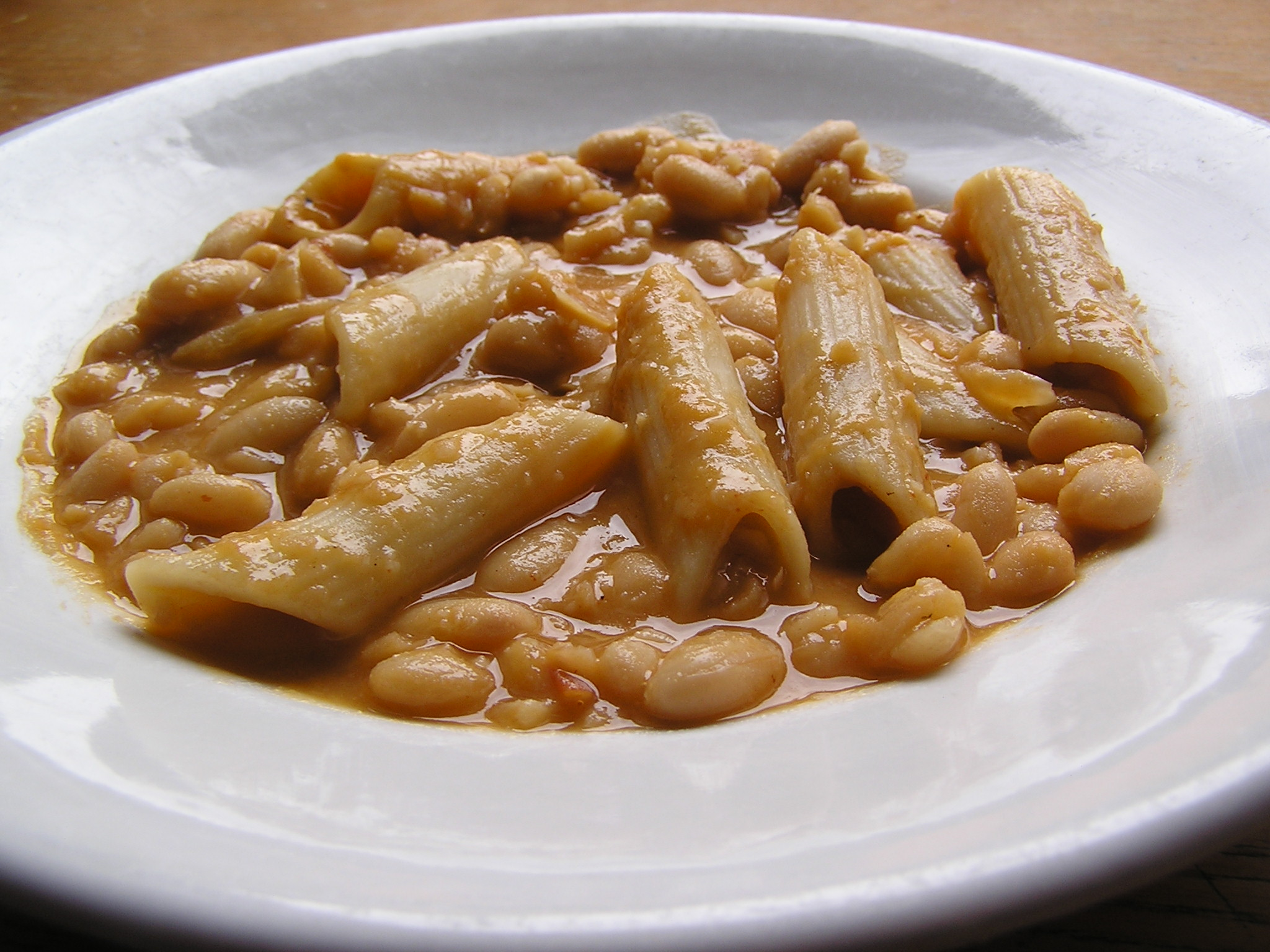
파스타 에 파졸리

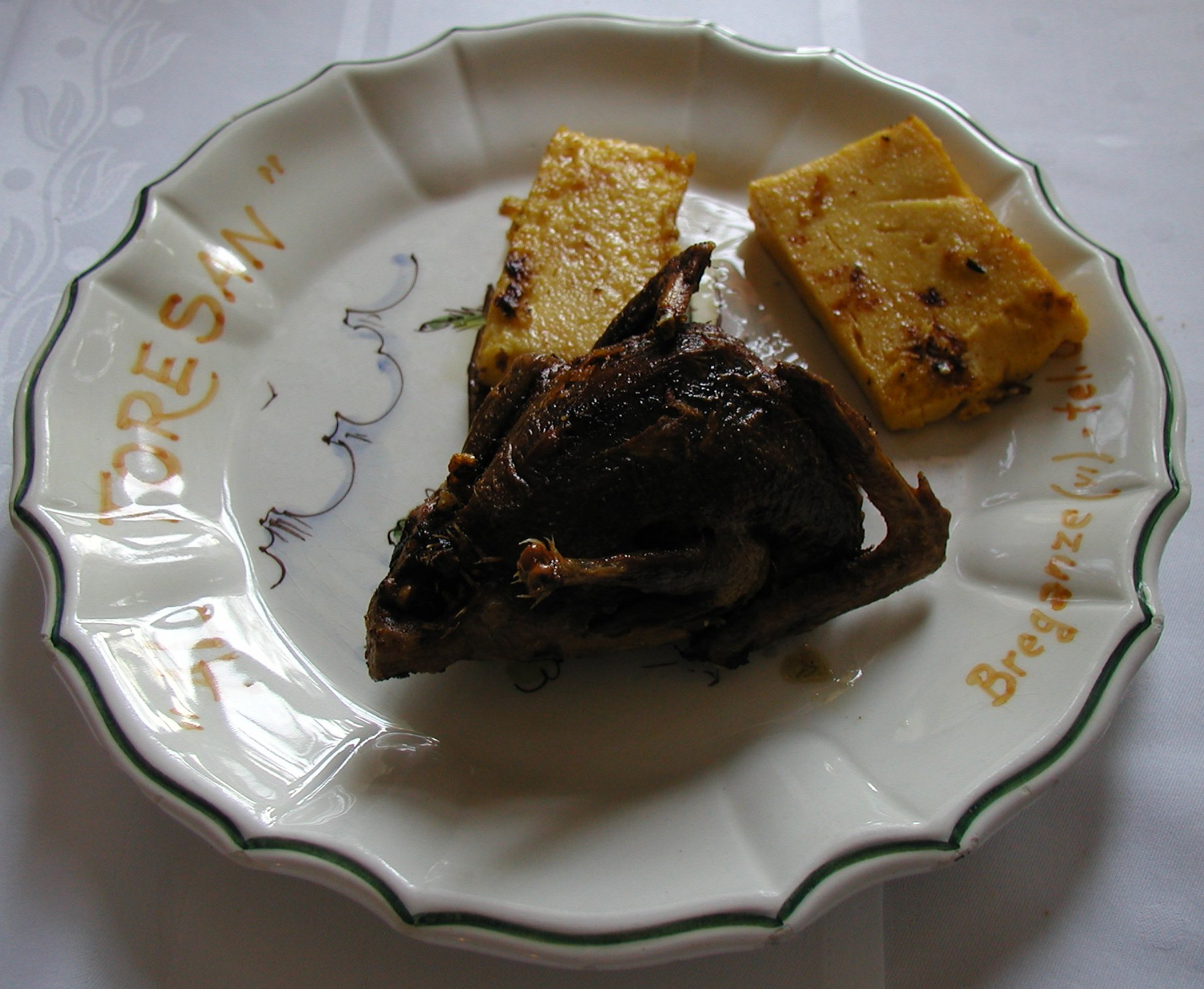
폴렌타 에 오세이

베네토 지역의 요리는 지리적 특성에 따라 해안 지역, 평야 지역, 산악 지역의 세 가지 주요 범주로 나눌 수 있다. 각 지역(특히 평야)은 고유한 요리를 가진 많은 지방 요리를 포함할 수 있다.
가장 흔한 요리는 폴렌타로, 베네토 지역의 여러 지방 요리에서 다양한 방식으로 조리된다. 폴렌타는 한때 다른 것을 거의 살 수 없었던 빈곤층의 보편적인 주식이었다. 베네토에서는 이탈리아 다른 지역에 비해 옥수수를 훨씬 더 잘게 갈아서 조리하면 푸딩과 같은 형태가 된다.
많은 해안 지역의 전형적인 특징으로, 베네치아 석호 해안의 공동체들은 주로 해산물 요리를 제공한다.
평야 지역에서는 구운 고기(종종 바비큐로 돼지고기, 쇠고기, 닭고기 혼합)와 구운 폴렌타, 감자 또는 채소를 함께 제공하는 것이 매우 인기 있다. 다른 인기 있는 요리로는 리소토가 있는데, 채소, 버섯, 호박 또는 라디키오에서부터 해산물, 돼지고기 또는 닭 간에 이르기까지 다양한 재료로 밥을 지은 것이다. 비골리(우동과 비슷한 전형적인 베네치아식 생 파스타 ), 페투치네(수제 국수 ), 라비올리와 비슷한 토르텔리(고기, 치즈, 채소 또는 호박으로 채워진 것) 및 뇨키(감자로 만든 생 파스타)는 신선하며 종종 직접 만든 파스타 요리(달걀과 밀가루로 만듦)로, 오리 고기로 만든 고기 소스(라구)와 함께 제공되거나, 때로는 버섯이나 완두콩과 함께, 또는 단순히 녹인 버터와 함께 제공된다.
산악 지역의 요리는 주로 돼지고기 또는 사냥감 고기와 폴렌타, 그리고 버섯이나 치즈(소젖으로 만든 것)로 구성되며, 오스트리아나 티롤의 역사 전통의 요리, 예를 들어 카네델리나 슈트루델 등도 포함된다. 전형적인 요리로는 라비올리와 비슷한 수제 생 파스타인 카순치에이가 있다.
베네치아 요리의 대표적인 양념으로는 버터, 올리브유, 해바라기씨유, 식초, 크렌, 머스터드, 모스타르다, 살사 베르데를 들 수 있다.
주세페 마피올리(Giuseppe Maffioli)는 그의 저서 《라 쿠치나 베네치아나(La cucina veneziana)》에서 유대 요리가 베네치아 요리 관행에 깊은 영향을 미쳤다고 언급한다. 베네치아는 주디아식으로 준비된 채소, 다양한 염대구 요리, 아몬드 기반의 페이스트리, 퍼프 페이스트리 등 수많은 유대 요리를 받아들였다. 주목할 만한 예로 페셰 인 사오르(pesce in saor)가 있는데, 이는 튀긴 생선을 식초, 건포도, 잣, 가지로 절인 요리로, 처음에는 베네치아인들이 해로울 수 있다고 생각하여 경계했다. 또한, 다양한 채소를 넣은 리소토를 준비하는 유대인의 습관은 베네치아 주방에서 흔해졌다. 이 지역에서 알리아 주디아(alia giudia)라는 용어는 토마토 소스를 의미한다.
다음은 베네토의 세 하위 지역을 대표하는 요리이다. 베네토어 페이지에서 요리 이름의 표기와 발음에 대한 추가 정보를 제공한다.
베네치아와 베네토의 많은 주변 지역은 리소토로 유명하며, 이 요리의 재료는 지역에 따라 크게 달라질 수 있다. 해안에 가까운 지역에서는 생선과 해산물이 추가되며, 아드리아해에서 멀어질수록 호박, 아스파라거스, 라디키오, 개구리 다리 등이 나타난다.
잘게 빻은 옥수수 가루로 만든 폴렌타는 베네토와 이탈리아 북부 대부분 지역의 전통적인 시골 음식이다. 이것은 저어 만드는 요리나 구운 요리에 포함될 수 있다. 폴렌타는 다양한 치즈, 말린 생선, 또는 고기 요리와 함께 제공될 수 있다. 일부 폴렌타 요리에는 포르치니 버섯, 라피니, 또는 다른 채소나 고기가 포함되는데, 예를 들어 베네치아와 롬바르디아 요리인 polenta e osei처럼 작은 명금류나 소시지가 포함된다. 베네토의 일부 지역에서는 특정 옥수수 가루 품종인 biancoperla로 만들기도 하여, 폴렌타의 색깔이 노란색이 아닌 흰색이다 (이른바 polenta bianca).
이 지역에서는 파스타 에 파졸리(직역: '콩과 파스타')와 리시 에 비시(직역: '쌀과 완두콩')에 콩, 완두콩 및 기타 콩류가 사용된다. 베네치아는 이국적인 향신료와 소스를 사용한 풍성한 요리를 선보인다. 염대구나 간단한 절인 안초비 같은 재료도 이곳에서 찾아볼 수 있다.
해안에서 멀어질수록 생선보다는 고기를 더 많이 먹는다. 다른 대표적인 음식으로는 소프레사와 같은 소시지, 마늘 살라미, 피아베 치즈, 그리고 아시아고 치즈가 있다. 트레비소의 붉은 라디키오와 바사노델그라파의 화이트 아스파라거스와 같은 고급 채소가 귀하게 여겨진다. 아마 베네치아에서 가장 인기 있는 요리는 페가토 알라 베네치아나일 것이다. 얇게 썬 송아지 간을 양파와 함께 볶은 요리이다.
오징어와 갑오징어목은 흔한 재료이며, 오징어 먹물은 nero di seppia라고 불린다. 지역 디저트로는 티라미수(커피에 적신 비스킷을 달걀 노른자와 마스카르포네 치즈를 휘저어 만든 혼합물로 겹겹이 쌓고 리큐어와 코코아 가루로 맛을 낸 것), 바이콜리(버터와 바닐라로 만든 비스킷), 그리고 누가가 있다.
가장 유명한 베네치아 와인으로는 바르돌리노, 프로세코, 소아베, 아마로네, 발폴리첼라 DOC 와인이 있다.

## 베네치아와 석호

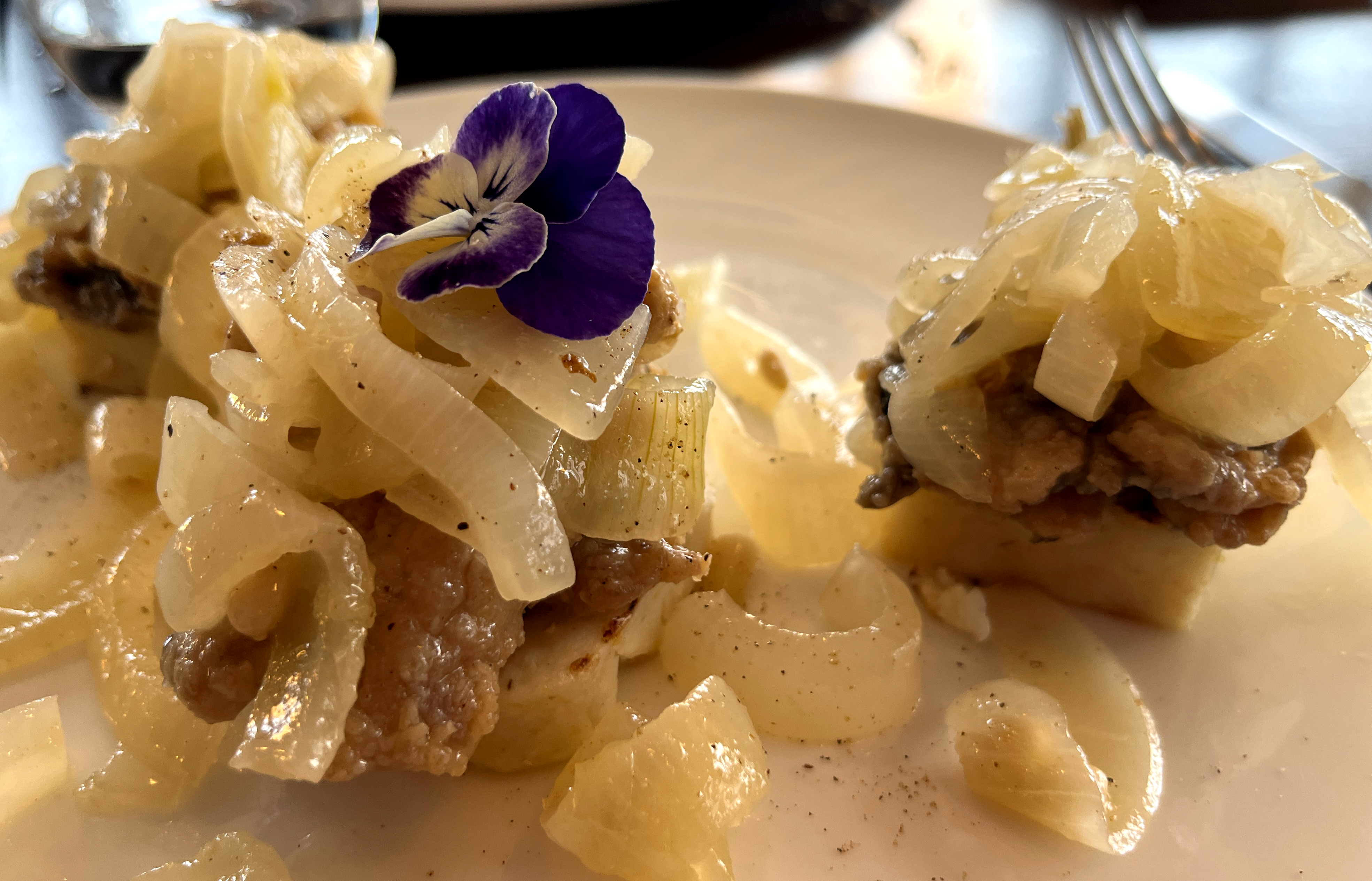
사르데 인 사오르

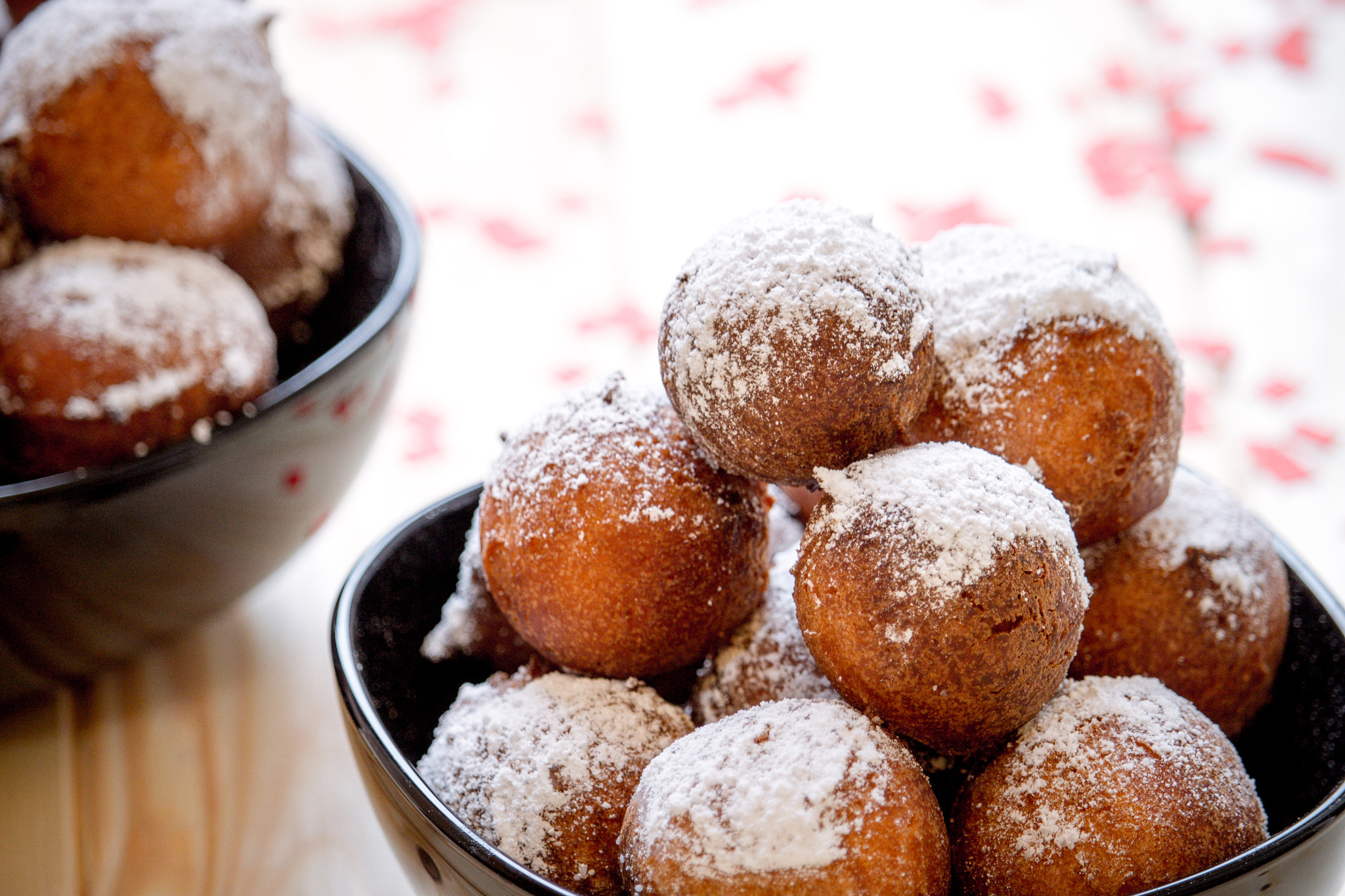
프리툴레

- 비골리 인 살사: 비골리 파스타에 안초비와 양파 소스를 곁들인 요리
- 페가토 알라 베네치아나: 간을 잘게 썰어 잘게 썬 양파와 함께 조리한 요리
- 몰레케: 유럽푸른게 종의 연갑게로, 보통 튀겨서 먹는다. 몰레케는 기수 석호에서 허물을 벗는 과정이 단 몇 시간만 지속되며, 그 후 껍데기가 단단해지면 다시 막세네테라고 불리기 때문에 매우 귀하다.
- 파스타 에 파졸리: 국수(주로 길고 거친 파스타)를 넣은 콩 수프
- 폴렌타 에 스키에: 석호에서 잡은 작은 새우를 튀겨 부드러운 흰 폴렌타 위에 얹은 요리
- 리시 에 비시: 판체타와 완두콩을 육수에 넣어 조리한 리소토
- 리소토 디 고, 또는 디 부라노: 풀망둑 (Zosterisessor ophiocephalus), 현지에서 고(gò) 또는 기오초(ghiozzo)라고 불리는 생선의 육수로 만든 리소토
- 사르데 인 사오르: 튀긴 정어리를 같은 기름에 부분적으로 튀긴 양파, 건포도, 잣(전통적으로 겨울에만 칼로리를 높이기 위해 사용), 기타 향신료에 담그고, 식초를 넉넉히 뿌린 후 최소 하룻밤 동안 재어둔다.
- 세피에 알 네로: 먹물로 조리한 갑오징어목

많은 베네치아 디저트 중 가장 잘 알려진 것은 다음과 같다:
- 바이콜리
- 프리툴레 (이탈리아어로는 frittella 또는 frittola)
- 갈라니 (또는 크로스톨리): 천사의 날개
- 핀차 (또는 핀사): 옥수수 가루, 혼합 건과일 (보통 무화과와 건포도), 그리고 견과로 만든 주현절 케이크
- 차에티 (또는 잘레티): 건포도를 넣은 옥수수 가루 비스코티

## 베로나

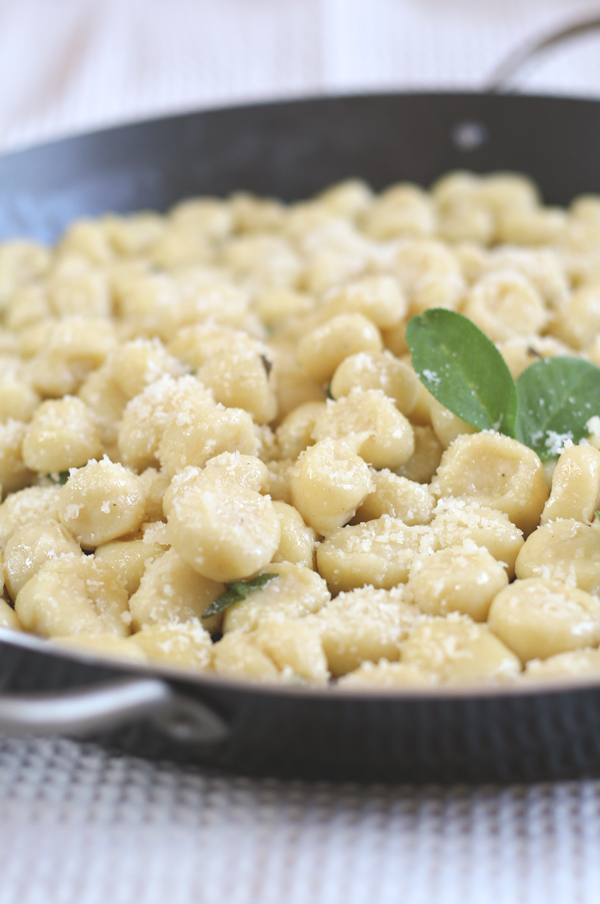
리코타 치즈 뇨키에 버터와 세이지를 곁들인 요리

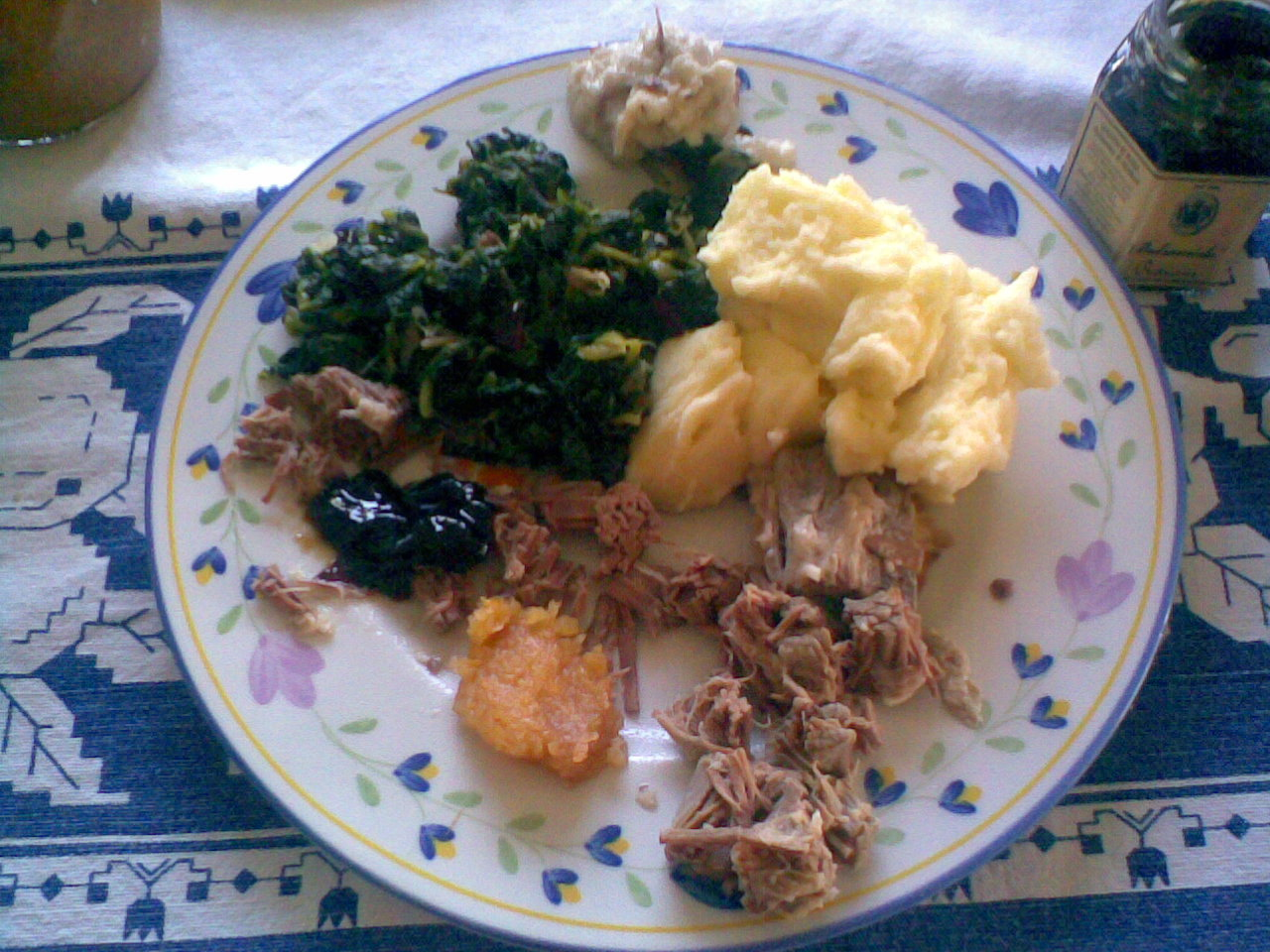
볼리토 미스토에 시금치, 비첸차 모스타르다, 퓌레, 발사믹 식초 젤리를 곁들인 요리

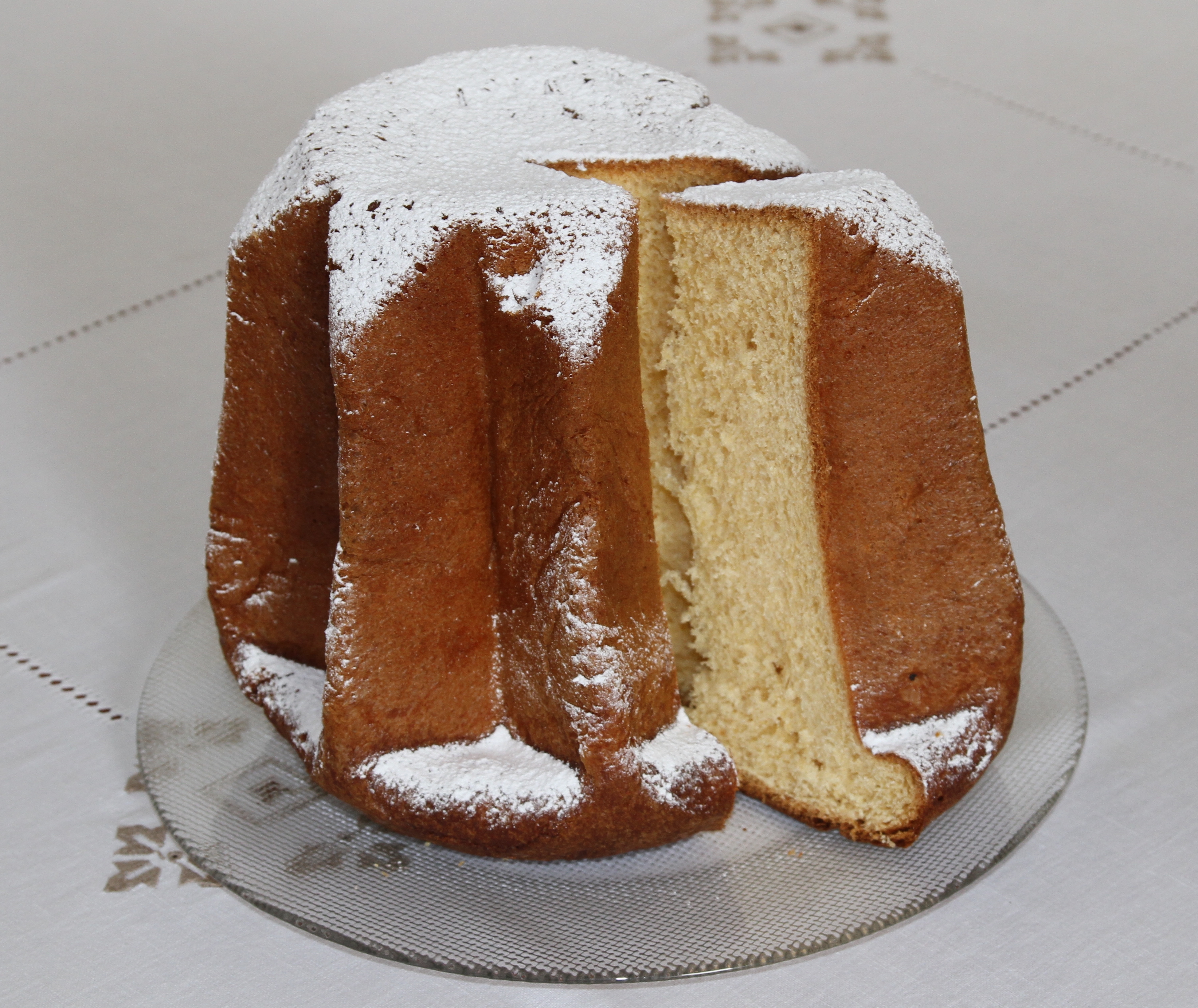
판도로

- 브라사토 알라마로네: 아마로네 와인으로 조리한 쇠고기 찜, 종종 폴렌타와 함께 제공된다.
- 뇨키. 사육제 마지막 금요일인 베네르디 뇨콜라르(Venerdì Gnocolar)에는 집에서 만든 감자 뇨키를 먹는 것이 전통이다.
- 레소 에 페아라. 레소는 이탈리아 북부 전역에서 인기 있는 볼리토 미스토이며, 베로나에서는 페아라와 함께 독특하게 제공된다. 페아라는 삶은 고기의 밑국물, 강판에 간 오래된 빵, 소 골수, 그리고 풍부한 후추 가루로 만든 걸쭉하고 천천히 조리되는 소스이다. 일부 레시피에는 올리브유, 간 파르미자노 레자노 또는 버터가 추가되기도 한다. 소스의 이름은 후추를 뜻하는 방언 'pear'에서 유래했으며, 따라서 pearà는 '후추를 넣은'이라는 의미이다. 과거에는 이것이 대다수 주민에게 호화로운 식사였으므로 크리스마스와 같은 주요 축제일에 제공되었다.
- 파스티사다 데 카발: 중세 시대로 거슬러 올라가는 고대 말고기 스튜. 월계수 잎, 육두구, 정향, 소금, 후추, 채소, 쇠고기 육수로 준비하여 고기가 녹을 때까지 천천히 조리하며, 폴렌타와 함께 제공된다.
- 폴렌타 에 렌가: 전통적으로 기름에 절인 청어를 곁들인 폴렌타. 소금에 절인 청어(renga)를 삶거나 굽고, 깨끗이 손질하여 조각으로 자른 다음 마늘, 파슬리 및 케이퍼와 함께 올리브유에 절인다. 40일간 숙성시킨 후 청어는 제공되거나 보존을 위해 병에 담을 준비가 된다. 이 요리는 베로나의 파로나(Parona) 지역(더 넓게는 도시 전체)에서 유래했으며, 전통적으로 재의 수요일에 먹는다.
- 리소 비알로네 나노: 베로나 남부 저지대(Bassa Veronese)의 대표적인 쌀 품종. 이 쌀은 훌륭한 리소토를 만드는 데 가장 적합하며, 베네토와 이탈리아 전역에서 사용된다.
- 리소토 알라마로네: 지역 특산물인 아마로네 레드 와인을 넣은 리소토. 발폴리첼라 와인 산지의 대표적인 요리이다.
- 리소토 알 타스타살: 살라미와 살시차에 사용되는 양념한 돼지고기를 넣고 만든 리소토. 전통적으로 이 요리는 소시지를 만들기 전에 혼합물의 맛을 보는 수단이었다 (그래서 이름이 tastasal, '소금 맛보기'이다).
- 토르텔리니 디 발레지오 술 민치오: 소고기, 돼지고기, 채소 혼합물을 넣은 수제 토르텔리니 파스타로, 보통 녹인 버터와 세이지와 함께 제공된다. 이 요리는 베로나 남서쪽에 있는 발레조술민초 마을의 대표적인 음식이다.

### 디저트
- 만돌라토: 콜로냐 베네타 마을에서 만들어지는 전형적인 단단한 누가
- 나달린: 판도로의 오래된 전신. 더 유명한 판도로보다 납작한 모양과 단단한 질감을 가지고 있다.
- 판도로: 이제 이탈리아 전역에서 잘 알려져 있고 먹히는 전통적인 크리스마스 달콤한 효모 빵
- 티라미수: 1960년대 후반 트레비소에서 발명된 비교적 최근의 레시피

## 비첸차

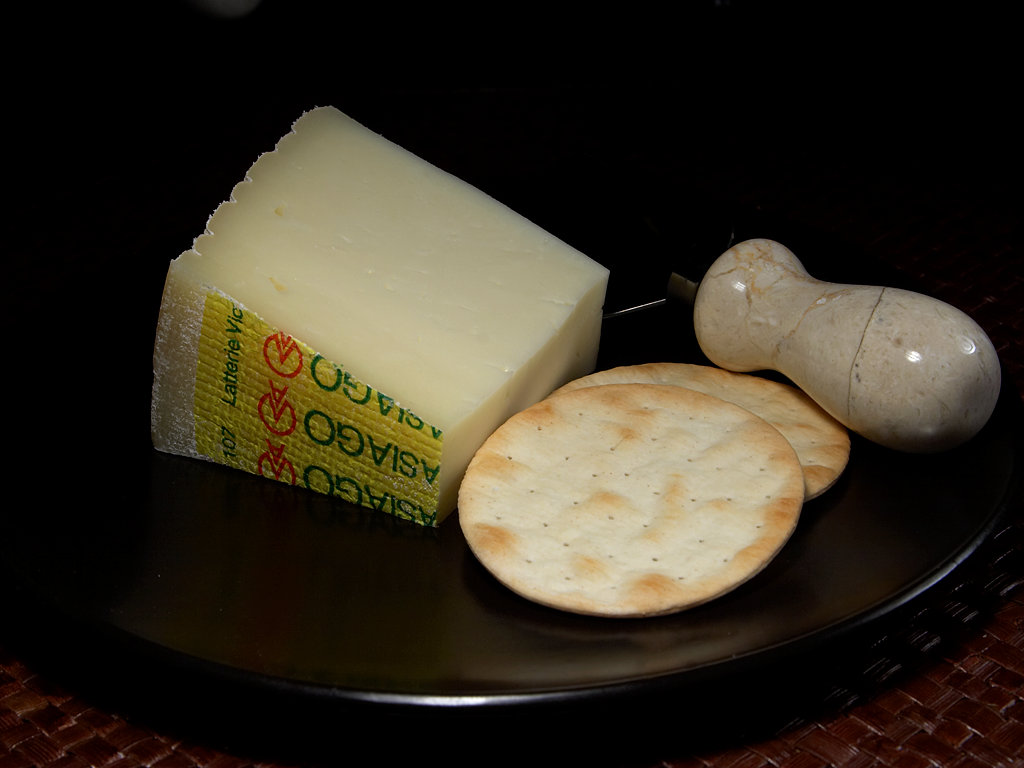
아시아고 치즈

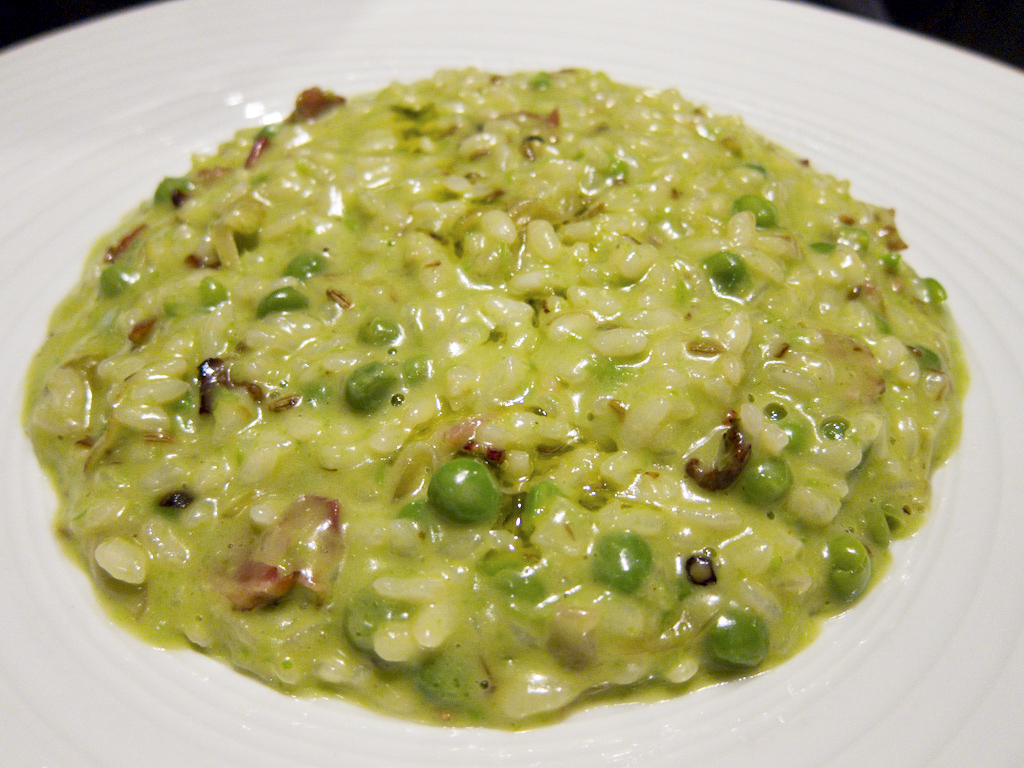
리시 에 비시

비첸차는 베네치아와 함께 베네토에서 가장 독특한 요리 중 하나를 가지고 있다. 이전에는 비첸차 사람들이 과거와 제2차 세계 대전 중 빈곤으로 인해 고양이 고기를 먹었다는 의혹 때문에 종종 magnagati 또는 mangiagatti('고양이 먹는 사람'을 의미)로 불렸지만, 현재 이탈리아에서는 고양이 요리가 불법이다. 도시 및 주변 지역의 대표적인 요리로는 다음이 있다:
- 아시아고 치즈
- 바칼라 알라 비첸티나
- 바사노델그라파 아스파라거스
- 이 빅시 데 루미냥(I bixi de Lumignan)과 이 빅시 데 보르소(i bixi de Borso) (빅시(bixi)는 '완두콩'을 의미한다)
- 크렌: 겨자무. 보통 잘게 갈아서 식초와 섞어 소스로 만들어 삶은 고기에 곁들인다.
- 난토 서양송로
- 파에타 알 말가라뇨 (어린 칠면조와 석류 주스)
- 리시 에 비시 (쌀과 완두콩)
- 로초 감자
- 루비오 셀러리
- 반액체 폴렌타 (때로는 토마토 소스 또는 퓌레와 함께 제공된다)
- 세렉세 데 마로스테가 (마로스티카 체리)
- 토렉사니 데 브레간세

## 다른 주와 지역 요리

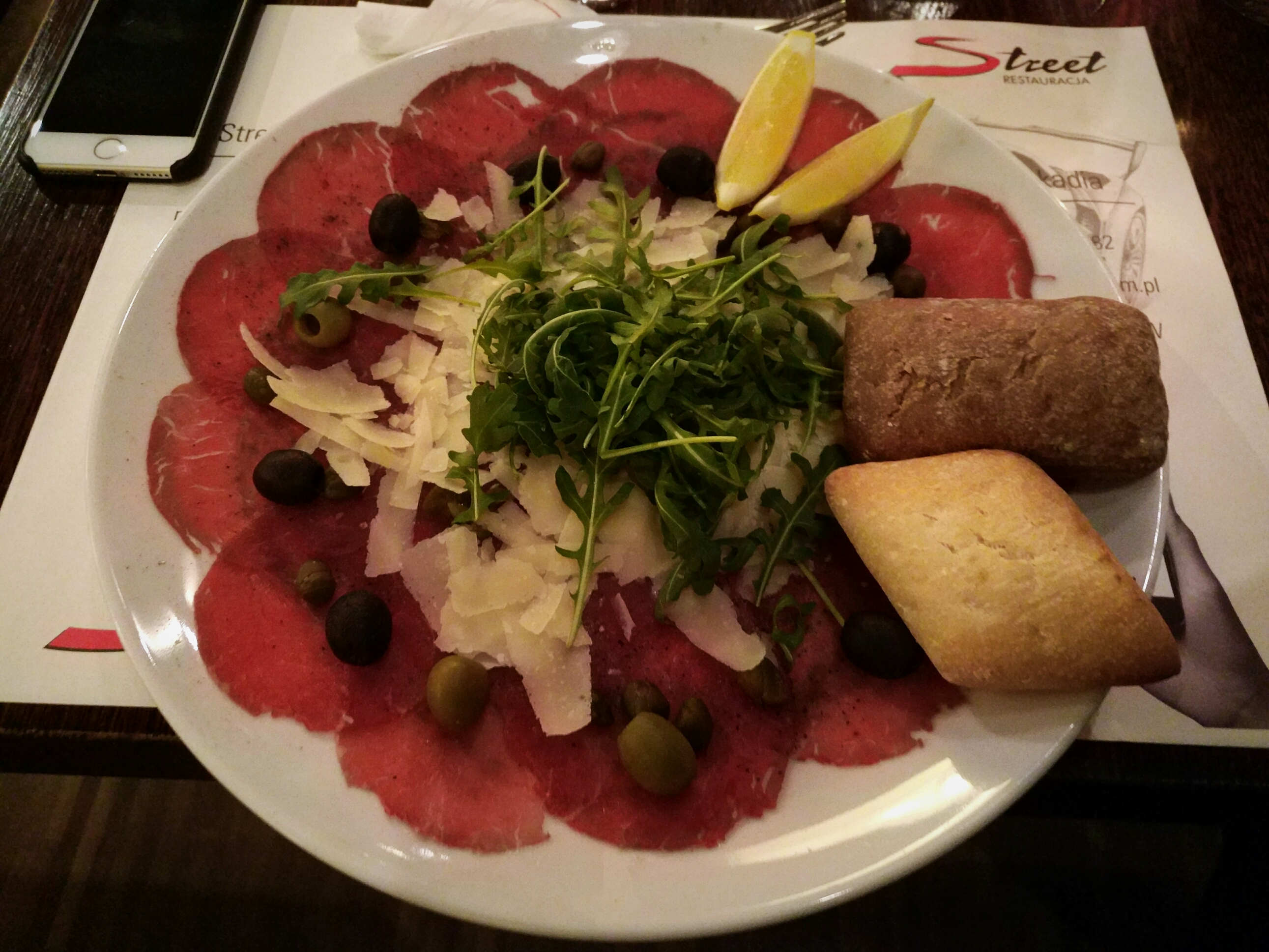
카르파초

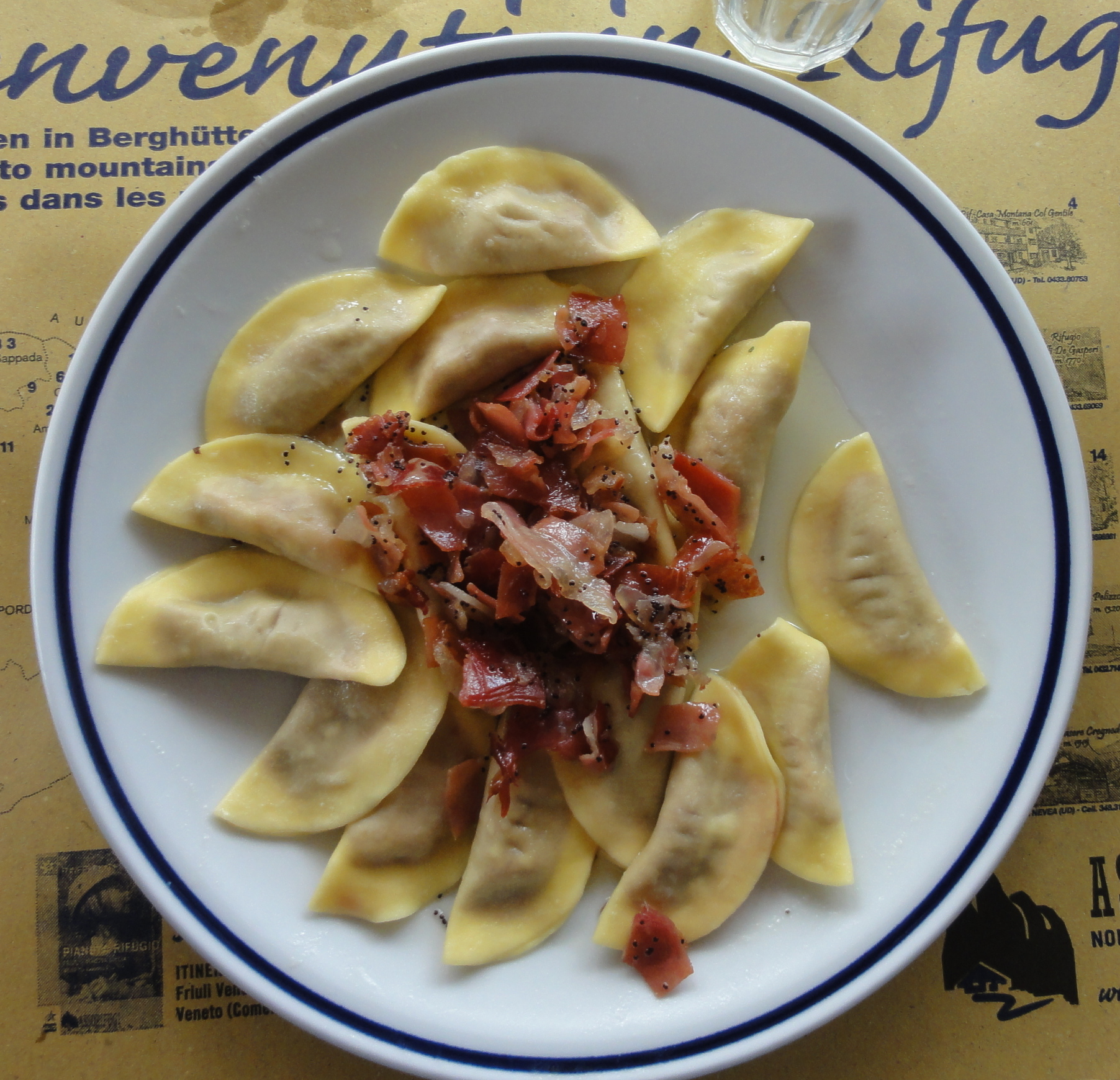
카순치에이

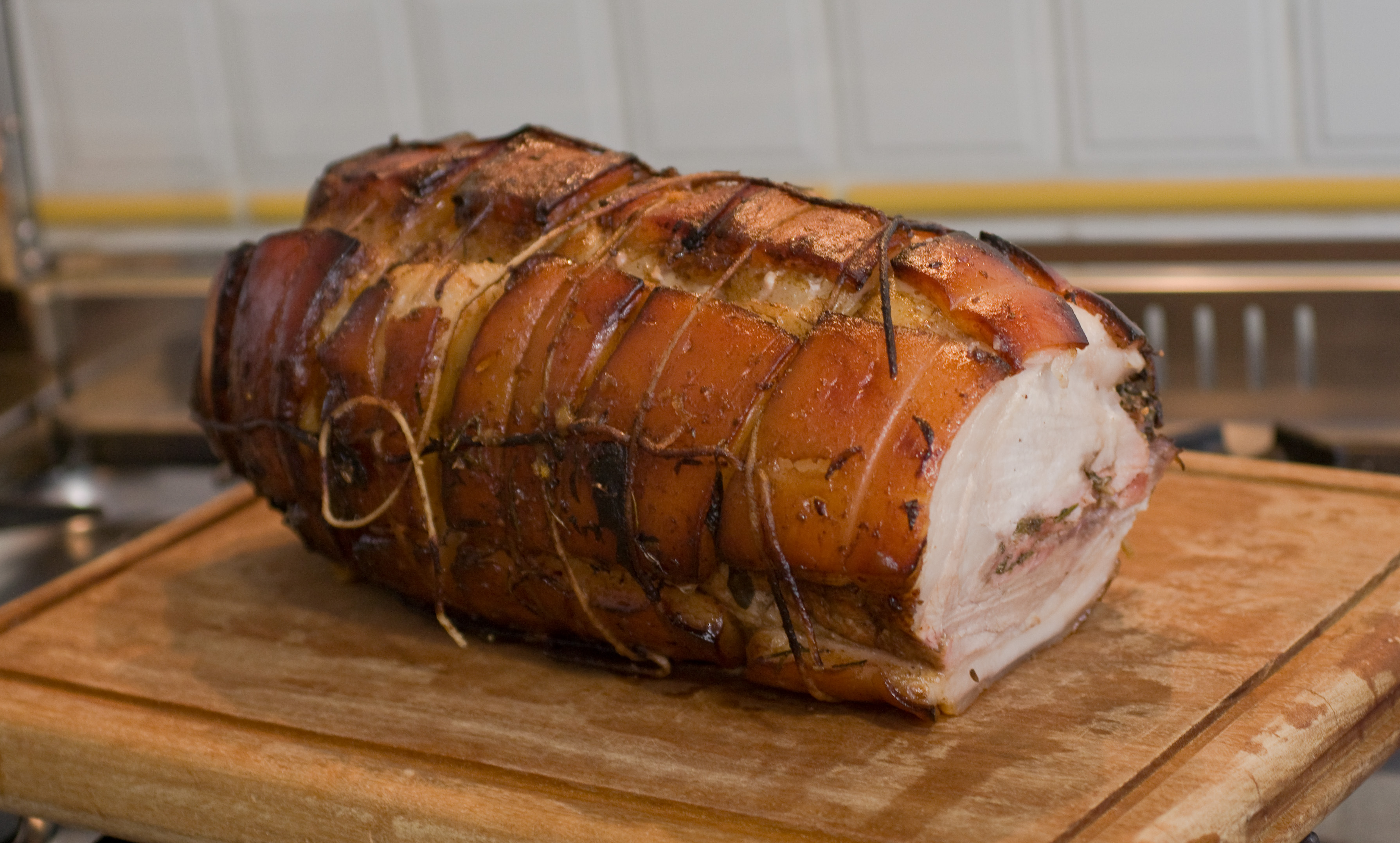
포르케타

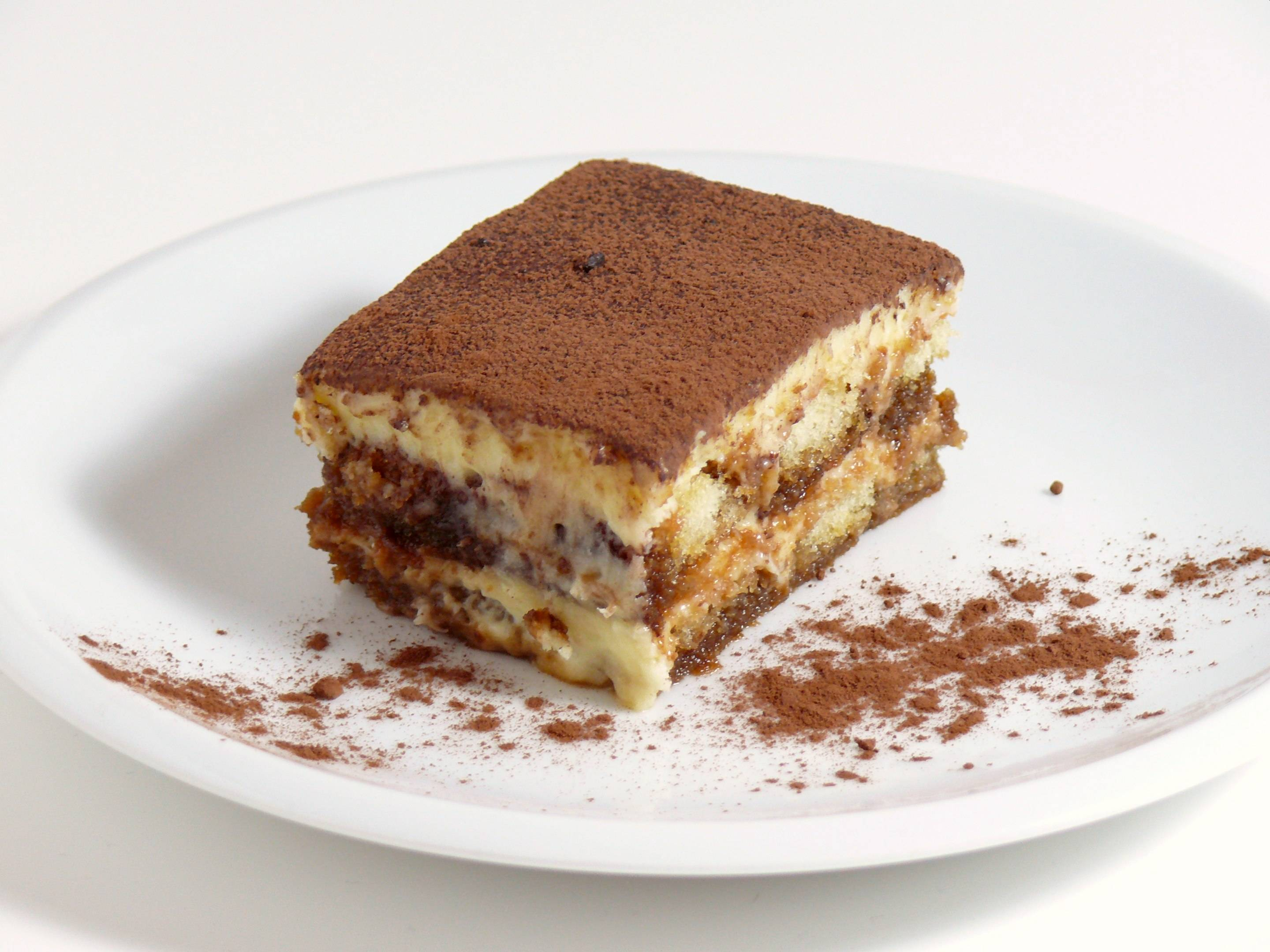
베네토 지역의 유명한 디저트인 티라미수

- 비골리 코 라르나: 오리 고기 소스와 함께 제공되는 비골리 파스타
- 빅사토 (또는 안길라): 장어; 포강 삼각주, 베네토 남동부의 전형적인 요리. 구워 먹거나 튀겨 먹을 수 있다.
- 카르파초
- 카순치에이
- 프리투라 디 페셰: 튀긴 해산물에 폴렌타를 곁들인 요리. 아드리아해 해안의 전형적인 요리이다.
- 갈레토 알라 브라체: 구운 수탉
- 갈리나 알라 카네베라: 중세 시대로 거슬러 올라가는 매우 오래된 파도바 또는 비첸차 전통 요리로, 암탉 고기를 혼합 채소와 함께 돼지 방광 안에 넣어 삶는다.
- 뇨키 부로, 주케로 에 칸넬라: 버터와 설탕, 계피 혼합물을 곁들인 감자 뇨키; 때로는 간 그라나 치즈가 추가되기도 한다.
- 그란 볼리토 베네토 (또는 볼리토 미스토 알라 베네타): 소고기, 암탉, 소혀, 코테키노 등 다양한 삶은 고기를 함께 조리한 혼합 요리
- 그릴리아타 미스타: 돼지갈비, 돼지고기 소시지, 돼지 스테이크, 닭고기 가슴살, 베이컨 조각, 쇠고기 갈비 등 혼합 구운 고기 요리로, 항상 얇게 썬 구운 폴렌타와 함께 제공된다.
- 마이알레 알 라테: 우유에 조리한 돼지고기 찜
- 오카 인 온토: 거위를 소금이나 허브, 그리고 자신의 기름에 며칠 동안 재어둔 후 조리한 요리. 파도바 지역의 대표적인 요리이다.
- 파스틴: 벨루노의 대표적인 음식. 돼지고기와 쇠고기를 아무렇게나 섞어 만든 것이다. 향신료를 첨가할 수도 있으며, 이 음식은 종종 폴렌타와 함께 먹는다.
- 파타타 아메리카나: 고구마; 전형적인 가을 요리로, 삶거나 구워 먹을 수 있다.
- 폴렌타 비앙카: 흰 옥수수 비안코페를라로 만든 폴렌타의 한 종류로, 평야 지역, 특히 파도바, 베네치아, 트레비소 지역의 대표적인 음식이다.
- 폴렌타 에 오세이: 회전구이로 구운 작은 사냥감 새들, 예를 들면 종다리, 지빠귀, 집참새, 메추리 등을 폴렌타와 함께 제공한다. 베네치아 공화국 시대에 이 요리는 롬바르디아 동부 지역으로 퍼졌고, 베르가모에서는 같은 이름의 케이크(폴렌타 에 오세이)가 만들어졌다.
- 포르케타 트레비지아나: 종종 파니니 안에 채워 넣는다.
- 라디키오 알라 그릴리아: 트레비소를 기반으로 한 구운 치커리 잎 요리
- 리소토 아이 페가티니: 닭 간으로 만든 리소토. 일반 서민들의 결혼 잔치 주메뉴였다.
- 스필라치 디 카발로: 말린 말고기를 찢은 것으로, 파도바와 그 주변 지역의 대표적인 음식이다. 전통적으로 비골리 요리에 곁들여 먹거나 단독으로 먹지만, 현대에는 피자 토핑으로도 인기가 많다.
- 소프레사: 전통적으로 마늘이 들어간 전형적인 부드러운 살라미
- 스페차티노 디 무소: 당나귀 스튜, 폴렌타와 함께 제공된다.
- 트리파 알라 베네타: 채소, 버터, 올리브유로 조리한 양, 그 위에 간 그라나 치즈를 뿌려 제공한다.

### 디저트
- 포카차 베네타 (베네토어로는 fugàssa 또는 fugassìn): 부활절 달콤한 빵
- 갈라니 (또는 크로스톨리)
- 티라미수: 이탈리아와 유럽에서 가장 인기 있는 디저트 중 하나로, 신선한 달걀, 마스카르포네, 마르살라, 진한 커피에 담근 사보이아르디 (레이디핑거 비스킷)로 만든다.

## 주류

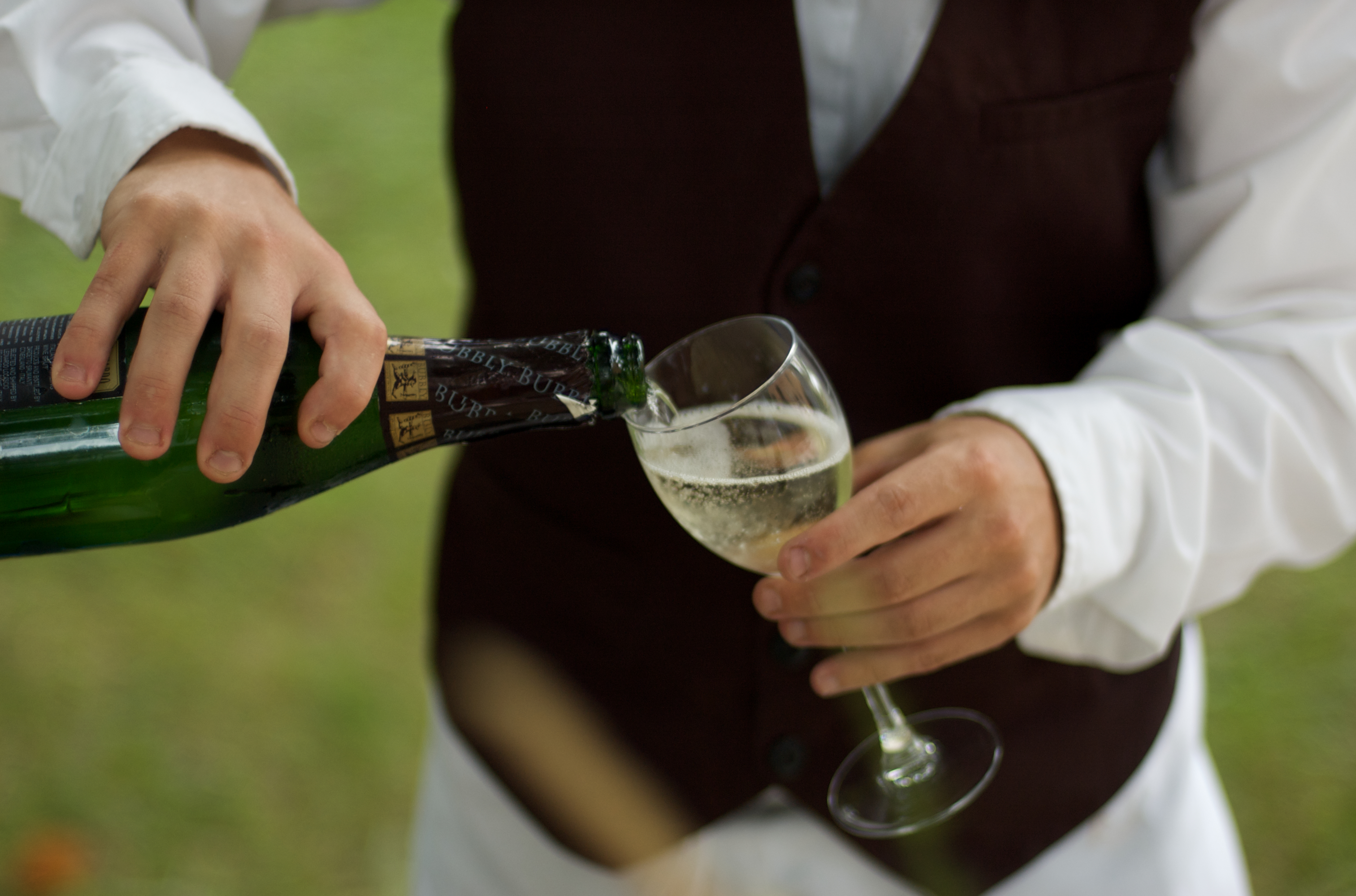
웨이터가 프로세코를 따르고 있다. 프로세코는 스푸만테(더 비싸고 탄산이 강함) 또는 프리찬테(더 저렴하고 탄산이 약함)일 수 있다.

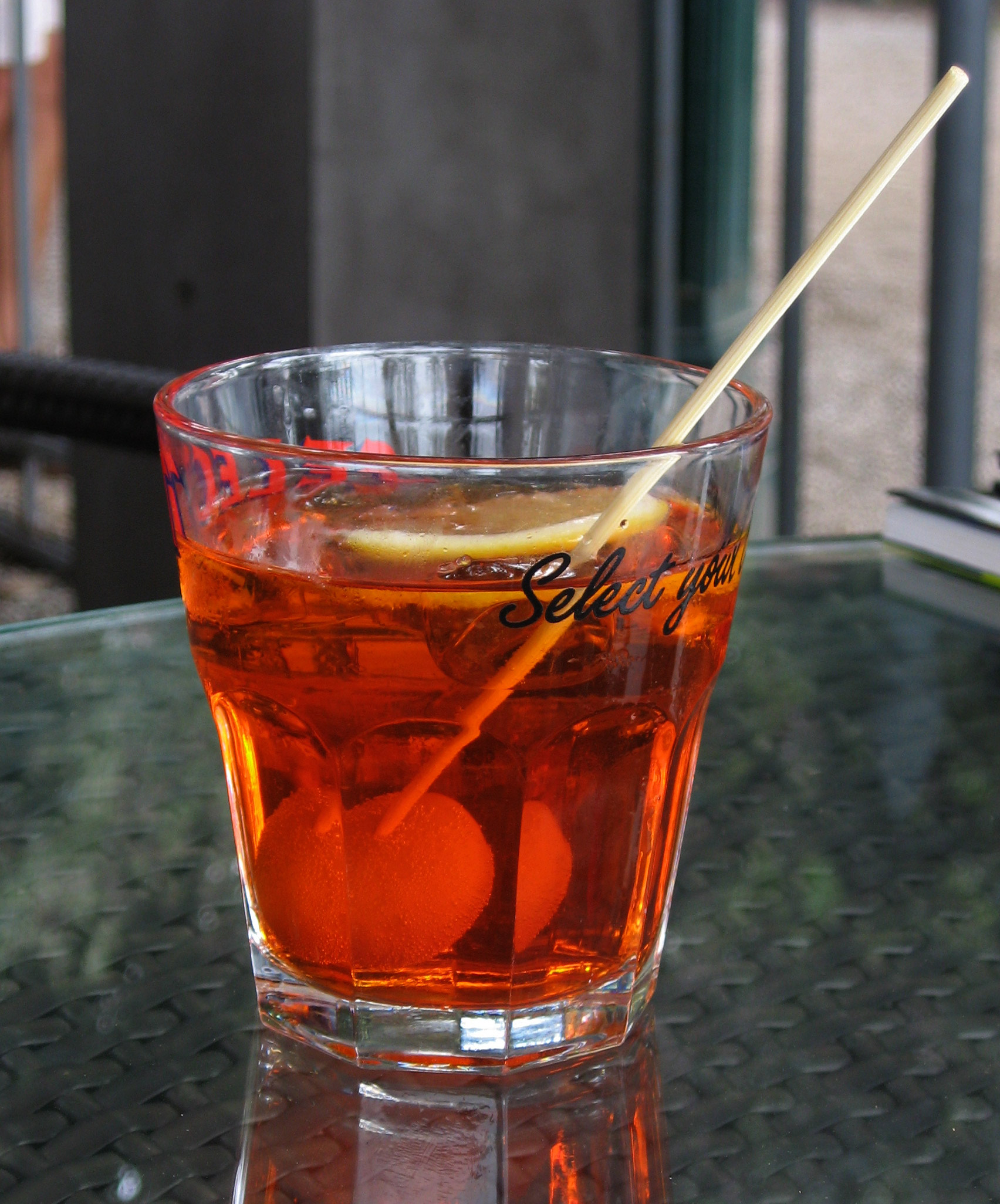
베네치아에서 제공되는 아페롤 스프리츠

베네토 와인은 이탈리아 북동부의 생산성이 높은 와인 생산 지역인 베네토주에서 생산된다. 베네토주, 프리울리베네치아줄리아주, 트렌티노알토아디제주를 포함하는 더 넓은 지역은 트레 베네치아라고 총칭되는데, 이는 베네치아 공화국의 이름을 딴 것이다. 베네토는 세 지역 중 가장 인구가 많고 가장 큰 데노미나치오네 디 오리지네 콘트롤라타 (DOC) 생산지이다. 트레 베네치아 지역 전체적으로는 레드 와인 생산량이 화이트 와인보다 많지만, 베네토 지역은 DOC 등급의 화이트 와인 생산량이 더 많으며 특히 프로세코와 소아베 와인의 본고장이다.
이 지역은 알프스산맥으로 인해 거친 북유럽 기후로부터 보호받고 있으며, 알프스산맥의 산기슭이 베네토의 북쪽 끝을 이룬다. 이러한 서늘한 기후는 가르가네가 (소아베 와인의 주요 포도 품종)와 같은 화이트 품종에 적합하며, 반면 따뜻한 아드리아해 연안 평야, 강 계곡 및 가르다호 지역은 유명한 발폴리첼라, 아마로네, 바르돌리노 DOC 레드 와인이 생산되는 곳이다. 비앙코 디 쿠스토차는 쿠스토차 지역, 가르다호 근처에서 재배되는 와인이다.
주목할 만한 것으로는 와인 베이스의 칵테일인 스프리츠가 있는데, 이탈리아 전역에서 일반적으로 식전주로 제공된다. 이는 프로세코, 믹서(보통 탄산수), 그리고 향미료로 구성되며, 향미료는 비터 리큐어, 비터 식전주, 아마로, 또는 시럽이 될 수 있다. 오리지널 스피릿츠 베네치아노는 비터 식전주인 셀렉트를 향미료로 사용하여 1920년 베네치아에서 만들어졌다. 인기 있는 변형으로는 각각 아페롤과 캄파리를 향미료로 사용하는 아페롤 스프리츠와 캄파리 스프리츠가 있다.

## 같이 보기
- 이탈리아 요리
- 아브루초 요리
- 풀리아 요리
- 아르베레셰 요리
- 에밀리아 로마냐 요리
- 리구리아 요리
- 롬바르디아 요리
- 만토바 요리
- 바실리카타 요리
- 나폴리 요리
- 피에몬테 요리
- 로마 요리
- 사르데냐 요리
- 시칠리아 요리
- 토스카나 요리